# استافیلوکوک گالیناروم
استافیلوکوک گالیناروم (نام علمی: Staphylococcus gallinarum) نام یک گونه از سرده استافیلوکوک است.